# منتخب اليونان لهوكي الجليد للناشئين
منتخب اليونان لهوكي الجليد للناشئين هو ممثل اليونان الرسمي في المنافسات الدولية في هوكي الجليد للناشئين
.